# 나야니카
나야니카(Nayanika, 기원전 1세기 ~ 기원전 1세기)는 사타바하나 왕조의 여왕으로, 그녀의 아들 사타카르니 2세 시기의 섭정이다.
그녀는 나중에 파키스탄이 된 인도의 일부를 통치했던 아가토클레이아를 제외하고는 (비록 그녀의 앞에 전설적인 여성 통치자들이 있지만) 인도계 왕국을 통치했던 것으로 역사적으로 확인된 최초의 여성이었다. 그녀는 인도 동전에 얼굴을 새긴 최초의 여성이라고 믿어졌다.
그녀는 사타카르니 왕과 결혼했다. 그녀는 사타카르니 2세 왕(기원전 50~25년)의 어머니였다. 왕위에 올랐을 당시 그는 아직 미성년자였으며, 때문에 아들이 성년이 될 때까지 그녀가 대신 섭정을 맡아 왕조를 통치했다.